# Język suwawa
Język suwawa (a. suvava), także: bunda (a. bonda, bone, bune), suwawa-bunda – język austronezyjski używany w prowincjach Celebes Północny i Gorontalo w Indonezji. Według danych z 2012 r. posługuje się nim 5 tys. osób; w 1985 r. oszacowano, że ma 9 tys. użytkowników (kecamatan Suwawa).
Znajduje się pod naciskiem zarówno języka indonezyjskiego, jak i malajskiego miasta Manado; obydwa języki są w powszechnym użyciu i wchodzą z nim w kontakt. Do ekspansji języka narodowego przyczyniają się częste interakcje z innymi grupami etnicznymi (m.in. Gorontalo). Wiele osób zna również sąsiedni język gorontalo. Według nowszych informacji został wręcz w znacznej mierze wyparty przez gorontalo. 
W latach 90. XX w. odnotowano, że jego użycie różni się w zależności od wsi. Występował jako środek komunikacji w czterech przebadanych wsiach, zwłaszcza wśród osób dorosłych. W dwóch miejscowościach wśród dzieci preferowany był język indonezyjski.
Nie jest wzajemnie zrozumiały z gorontalo. W niektórych publikacjach został jednak sklasyfikowany jako dialekt gorontalo. Bunda, przytaczana jako inne określenie języka, to nazwa dialektu.
Sporządzono opisy aspektów jego gramatyki (Struktur Bahasa Suwawa, 1981 ; Fonologi Bahasa Susawa, 2001 ; Morfologi dialek Bune Bonda, 1988; Morfologi dan sintaksis bahasa Suwawa, 1985/1986) oraz słownik (Kamus Suwawa–Indonesia, 1985) .